# Keita, Niger
Keita este o comună urbană din departamentul Keita, regiunea Tahoua, Niger, cu o populație de 41.563 de locuitori (2001).